# レーザー媒質
レーザー媒質 (レーザーばいしつ 英: laser medium, lasing medium、活性媒質 active medium、利得媒質 gain medium とも）とは、レーザーの発振において、吸光を上回る速度で誘導放出を起こすことにより、光を増幅する物質を指す。

## 概要
レーザーを発振させるためには、レーザー媒質の電子が、反転分布と呼ばれるエネルギー分布になっている必要がある。反転分布の状態になるためには、レーザー媒質が外部からエネルギーの供給（レーザーポンピング）を受ける必要がある。ポンピングには、電流（例: 半導体レーザーや、気体レーザーにおける高圧放電）や光（放電灯や別のレーザー光源（半導体レーザー）によるもの）を用いる。より馴染みのないものとしては、高エネルギー電子線（自由電子レーザー）などもポンピングに用いられる。

## 例
レーザー媒質の例としては次のようなものが挙げられる。
- 気体：ヘリウム・ネオン混合気 (HeNe)、窒素、アルゴン、一酸化炭素、二酸化炭素 、金属蒸気[2]。

- 結晶：典型的には希土類イオン（例: ネオジム、イッテルビウム、エルビウム）もしくは遷移金属イオンを含む。最もよく使われるのはイットリウム・アルミニウム・ガーネット (Y3Al5O12)、オルトバナジン酸イットリウム（英語版） (YVO4)、 サファイア (Al2O3)[3] 、臭化セシウムカドミウム（英語版） (CsCdBr3) である。
- 半導体：ガリウム砒素 (GaAs)、インジウムガリウム砒素 (InGaAs)、窒化ガリウム (GaN)[4]。
- 液体：色素レーザーにおいて色素の溶液が用いられる[5]。
- ガラス：レーザー活性イオンをドープしたケイ酸ガラスおよびリン酸ガラス[3]。

## レーザー媒質のモデルの例

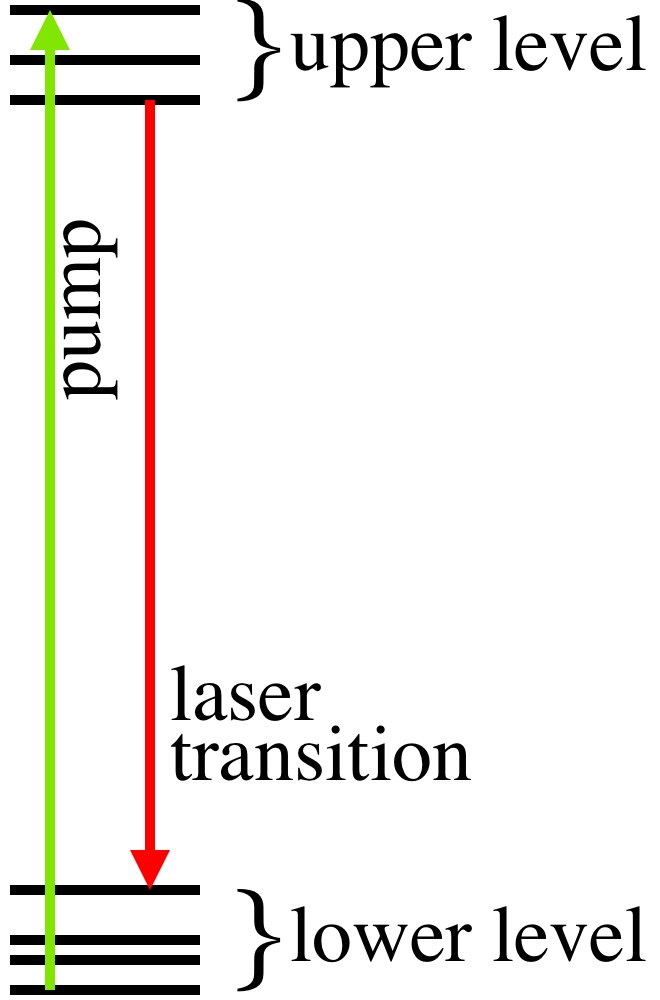
図1: 簡略化したレーザー媒質のエネルギー準位図。

全ての種類のレーザーについてあてはまる普遍的なモデルは存在しない。もっとも単純なモデルとしては、高エネルギー準位群と低エネルギー準位群の二つからなる系が挙げられる。この二つの準位群の内部では、準位間の高速な遷移により速やかな熱的平衡の達成が保証されているため、準位群内では励起はマクスウェル・ボルツマン統計に従う（図1）。高エネルギー準位群は準安定であると仮定し、かつ利得と屈折率は特定の励起の仕方によらないものとする。
レーザー媒質が性能を発揮するためには、準位群間の隔たりが動作温度よりも大きく、ポンプ周波数 ωp では吸収が支配的でなくてはならない。
光信号の増幅が起こる場合には、レーザー周波数が「信号周波数」と呼ばれる。しかし、同じ用語がレーザー発振器について、増幅された光が情報ではなくエネルギーを輸送するような場合でも用いられる。下に記述するモデルはほとんどの光ポンピング固体レーザーについてあてはまる。

### 断面積
単純な媒質は、周波数 ωp における吸光と周波数 ωs における発光の実効断面積によって特徴づけられる。
- N を固体レーザーの活性中心の濃度とする。
- N1 を基底状態にある活性中心の濃度とする。
- N2 を励起状態にある活性中心の濃度とする。
- N1 + N2 = N とする。

また、相対的濃度を次のように定義する。
{\displaystyle ~n_{1}=N_{1}/N~}, {\displaystyle ~n_{2}=N_{2}/N~}
活性中心の基底状態から励起状態への遷移速度は次のように書ける。
{\displaystyle ~W_{\rm {u}}={\frac {I_{\rm {p}}\sigma _{\rm {ap}}}{\hbar \omega _{\rm {p}}}}+{\frac {I_{\rm {s}}\sigma _{\rm {as}}}{\hbar \omega _{\rm {s}}}}~}
また、基底状態にもどる遷移速度は次のように書ける。
{\displaystyle ~W_{\rm {d}}={\frac {I_{\rm {p}}\sigma _{\rm {ep}}}{\hbar \omega _{\rm {p}}}}+{\frac {I_{\rm {s}}\sigma _{\rm {es}}}{\hbar \omega _{\rm {s}}}}+{\frac {1}{\tau }}~}
ここで、 σas および σap はそれぞれ信号光とポンプ光の周波数における、実効吸光断面積、σes および σep は、誘導放射の実効断面積、τ−1 は高エネルギー準位の自発放射速度である。
すると、相対濃度の速度論方程式は次のように書ける。
{\displaystyle {\frac {{\rm {d}}n_{2}}{{\rm {d}}t}}=W_{\rm {u}}n_{1}-W_{\rm {d}}n_{2}}, {\displaystyle {\frac {{\rm {d}}n_{1}}{{\rm {d}}t}}=-W_{\rm {u}}n_{1}+W_{\rm {d}}n_{2}}
これらの方程式は n1 + n2 = 1 を保つ。
ポンプ光周波数における吸光 A と信号光周波数における利得 G はそれぞれ次のように書ける。
{\displaystyle A=N_{1}\sigma _{\rm {pa}}-N_{2}\sigma _{\rm {pe}}}, {\displaystyle G=N_{2}\sigma _{\rm {se}}-N_{1}\sigma _{\rm {sa}}~}

### 定常状態解
多くの場合、レーザー媒質は連続波もしくは準連続波形式で動作するので、濃度の時間微分は無視することができる。
{\displaystyle ~W_{\rm {u}}n_{1}-W_{\rm {d}}n_{2}=0~},{\displaystyle ~-W_{\rm {u}}n_{1}+W_{\rm {d}}n_{2}=0~}
したがって、定常状態解は次のように書ける。
{\displaystyle ~n_{2}={\frac {W_{\rm {u}}}{W_{\rm {u}}+W_{\rm {d}}}}~}, {\displaystyle ~n_{1}={\frac {W_{\rm {d}}}{W_{\rm {u}}+W_{\rm {d}}}}}
動的飽和強度は次のように定義する。
{\displaystyle ~I_{\rm {po}}={\frac {\hbar \omega _{\rm {p}}}{(\sigma _{\rm {ap}}+\sigma _{\rm {ep}})\tau }}~}, {\displaystyle ~I_{\rm {so}}={\frac {\hbar \omega _{\rm {s}}}{(\sigma _{\rm {as}}+\sigma _{\rm {es}})\tau }}~}
強い信号におけるの吸光は次のようになる。
{\displaystyle ~A_{0}={\frac {ND}{\sigma _{\rm {as}}+\sigma _{\rm {es}}}}~}
強い信号における利得は次のようになる。
{\displaystyle ~G_{0}={\frac {ND}{\sigma _{\rm {ap}}+\sigma _{\rm {ep}}}}~}
ここで、 {\displaystyle ~D=\sigma _{\rm {pa}}\sigma _{\rm {se}}-\sigma _{\rm {pe}}\sigma _{\rm {sa}}~} は断面積の行列式である。
利得が {\displaystyle ~G_{0}~}を超えることはなく、吸光が {\displaystyle ~A_{0}U~}を超えることもない。
ポンプ光と信号光の強度を Ip, Is とすると、利得と吸光は次のように書ける。
{\displaystyle ~A=A_{0}{\frac {U+s}{1+p+s}}~},{\displaystyle ~G=G_{0}{\frac {p-V}{1+p+s}}~}
ここで、 p = Ip/Ipo, s = Is/Iso,
{\displaystyle ~U={\frac {(\sigma _{\rm {as}}+\sigma _{\rm {es}})\sigma _{\rm {ap}}}{D}}~}, {\displaystyle ~V={\frac {(\sigma _{\rm {ap}}+\sigma _{\rm {ep}})\sigma _{\rm {as}}}{D}}~}
とする。

### 恒等式
次の恒等式が成りたつ。
{\displaystyle U-V=1~}, {\displaystyle ~A/A_{0}+G/G_{0}=1}
レーザー媒質の状態は、高エネルギー準位の割合、利得、吸光のどれか一つのパラメータで特徴づけることができる。

### レーザー媒質の効率
レーザー媒質の効率は次のように定義できる。
{\displaystyle ~E={\frac {I_{\rm {s}}G}{I_{\rm {p}}A}}~}
このモデルの中では、 効率は次のように書くこともできる。
{\displaystyle ~E={\frac {\omega _{\rm {s}}}{\omega _{\rm {p}}}}{\frac {1-V/p}{1+U/s}}~}
効率的な運用のためには、ポンプ光と信号光が飽和強度を超える必要がある。
{\displaystyle ~{\frac {p}{V}}\gg 1~}, {\displaystyle ~{\frac {s}{U}}\gg 1~}
上述の推定は媒質が均一な信号光とポンプ光により満たされている場合に有効である。ある領域ではポンプ光が強いものの信号光への変換が対向する光との干渉の節のために効率良く行えないために起こる現象、空間的ホールバーニングにより効率が下がることもある。

### 論文
- Kouznetsov, D (2005). “Single-mode solid-state laser with short wide unstable cavity”. Journal of the Optical Society of America 22 (8):  1605–1619. Bibcode: 2005JOSAB..22.1605K. doi:10.1364/JOSAB.22.001605.